# Heudeber
Heudeber là một đô thị thuộc huyện Harz, bang Sachsen-Anhalt, Đức. Đô thị Heudeber có diện tích 16,06 km², dân số thời điểm ngày 31 tháng 12 năm 2006 là 1273 người. 